# Лембо, Алехандро
Алехандро Лембо (исп. Daniel Alejandro Lembo Betancor; род. 15 февраля 1978, Монтевидео) — уругвайский футболист, защитник. Выступал за национальную сборную Уругвая.

## Биография
Лембо начал карьеру в клубе «Белья Виста» в 1997 году. В июле 2000 года перешёл в итальянскую «Парму», однако не сыграл за эту команду ни одного матча.
По возвращении в Уругвай выступал за «Насьональ», а в 2003 году перешёл в испанский «Бетис». Он сыграл важную роль в завоевании командой Кубка Испании 2005 года, хотя и пропустил финальный матч. Однако в ходе сезона 2004/05 в чемпионате Испании играл крайне мало из-за частых травм.
В 2007 вернулся в Уругвай, но после сезона в «Данубио» решил ещё раз попытать счастья в Европе, на сей раз в греческом «Арисе».
С середины 2009 года опять выступал за «Насьональ», в котором он впоследствии стал капитаном. Зимой 2011 года перешёл в аргентинский «Бельграно». В аргентинской команде он провёл 1 сезон, после чего вернулся в «Насьональ».
Лембо сыграл 38 матчей за сборную Уругвая за период с 1999 по 2004 год. Вместе с «Селесте» он стал вице-чемпионом Кубка Америки 1999 года, а также участником финальной части Чемпионата мира 2002 года, где уругвайцы не сумели выйти из группы вместе с другими бывшими чемпионами мира — Францией.

## Достижения
- Чемпион Уругвая (4): 2000, 2001, 2002, 2010/11
- Обладатель Кубка Испании: 2005
- Вице-чемпион Кубка Америки: 1999
- В символической сборной Южной Америки (2): 2001, 2002